# 大公国
大公国（たいこうこく）は、君主制国家の一形態であり、大公（英語ではgrand duke, grand princeまたはarchdukeの3種類がある）によって治められている国を指す。君主がgrand dukeであれば英語ではgrand duchyと表記される。現存する大公国はルクセンブルク大公国のみである。

## 概要
大公国の語が用いられる国家として、過去にはリトアニア大公国、ハールィチ・ヴォルィーニ大公国、キエフ大公国、フィンランド大公国、モスクワ大公国（grand duchyと英訳されることが多いが、君主の称号は直訳するとgrand princeであり、同様に直訳はgrand principality）などが存在した。
リトアニア大公国はポーランド王国と同君連合を組み（ポーランド・リトアニア共和国）、後に併呑された。ロシア地方では各諸侯国が勢力争いを繰り返した後、16世紀までにモスクワ大公国によって統一され、18世紀には帝政へ移行してロシア帝国となった。
archduke（ドイツ語：Erzherzog）はオーストリア特有の称号であり、歴史的にはオーストリア大公国が存在した。